# Bone (comics)
 (mai 2020).
Si vous disposez d'ouvrages ou d'articles de référence ou si vous connaissez des sites web de qualité traitant du thème abordé ici, merci de compléter l'article en donnant les références utiles à sa vérifiabilité et en les liant à la section « Notes et références ».
 (mai 2018).
Pour les articles homonymes, voir Bone.
Bone est une série de comics américain en noir et blanc de fantasy humoristique créée par Jeff Smith. La série est traduite en français par Anne Capuron et éditée aux Éditions Delcourt.

## Synopsis
Fone Bone et ses cousins, Phoney Bone et Smiley Bone, s'enfuient de Boneville à la suite de plusieurs malversations de Phoney. Ils se retrouvent dans une vallée étrange peuplée d'humains, de rats-garous et de dragons. Leur arrivée va déclencher une guerre entre les forces du Mal et du Bien.

## Publication

### Série principale
Aux États-Unis, Bone est d'abord publié sous la forme de comics d'une trentaine de pages en 55 numéros entre 1991 et 2004. L'éditeur est essentiellement la compagnie Cartoon Books de Jeff Smith et son épouse Vijaya Smith, à l'exception d'une brève période de publication chez Image Comics. Il est ensuite republié sous la forme de 9 volumes entre 1995 et 2004. Entre 2004 et 2009 chaque album est à nouveau publié cette fois-ci dans une version mise en couleur par Steve Hamaker.
En France, une première édition en noir et blanc est publiée en un découpage de 11 tomes chez Delcourt :
- Tome 1 : La Forêt sans retour (1995)
- Tome 2 : La Grande course (1996)
- Tome 3 : Rêves et Cauchemars (1996)
- Tome 4 : La Nuit des Rats Garous (1997)
- Tome 5 : Le Pourfendeur de Dragons (USA:1997, France:1998)[2]
- Tome 6 : Le Feu de la Saint-Jean (1998)
- Tome 7 : Le Seigneur des Marches de l'Est (USA:1998, France:1999)[3]
- Tome 8 : La Caverne du Vieil Homme (USA:1999, France:2000)
- Tome 9 : Les Cercles Fantômes (USA:2000-2001, France:2002)
- Tome 10 : Chasseurs de Tresor (USA:2001-2002, France:2003)
- Tome 11 : La Couronne d'Aiguille (2005)

Puis en une nouvelle édition couleurs en 9 tomes, plus conforme à l'édition originale, toujours chez Delcourt :
- Tome 1 : La Forêt sans retour (24/01/2007)
- Tome 2 : La Grande course (09/05/2007)
- Tome 3 : Rêves et Cauchemars (22/08/2007)
- Tome 4 : Le Pourfendeur de Dragons (06/02/2008)
- Tome 5 : Le Seigneur des Marches de l'Est (09/07/2008)
- Tome 6 : La Caverne du Vieil Homme (28/01/2009)
- Tome 7 : Les Cercles Fantômes (19/08/2009)
- Tome 8 : Chasseurs de Tresor (24/03/2010)
- Tome 9 : La Couronne d'Aiguilles (20/10/2010)

### Séries dérivées
À ces tomes s'ajoutent plusieurs hors-séries :
- Big Johnson Bone contre les rats-garous (Stupid, Stupid Rat Tails: The Adventures of Big Johnson Bone, Frontier Hero, scénario de Tom Sniegoski, 2000) : raconte les aventures de Big Johnson Bone, ancêtre célèbre des Bones qui combattit les rats-garous[4].
- Rose (dessins de Charles Vess, 2000-2001-2002 aux USA, 2003 pour la traduction française) : raconte la jeunesse de Rose Harvestar, la grand-mère de Thorn. Cette histoire (qui semble en partie inspirée du Ver de Lambton) constitue moins un remake qu'un spin-off en offrant le premier rôle à Mamie Ben du temps de sa jeunesse. L'histoire est donc cette fois une préquelle à part entière de la série principale avec laquelle elle partage personnages principaux et enjeux scénaristiques.
- Bone: Tall Tales, paru en 2010, qui relate les aventures de Smiley et Bartleby après les événements de la BD principale.
- Bone: Legacy, une trilogie de romans illustrés écrits par Tom Sniegoski parus en 2011, 2012 et 2013. Elle suit les aventures d'autres Bones dans la vallée.

### Aventures autonomes
- Bone: Holiday Special, paru dans la revue Hero chez Warrior Publications en 1993. C'est une histoire de 14 pages qui relate la célébration du solstice d'hiver par les cousins Bone. Elle a ensuite été rééditée en tant que bonus dans le dernier volume de la série principale, La Couronne d'aiguilles.
- Bone No. 13 ½, histoire courte jointe en bonus à un numéro du magazine Wizard en janvier 1995.
- Bone CODA, Cartoon Books, 2016. Roman graphique de 120 pages paru en 2016 pour les 25 ans de l'éditeur Cartoon Books. Il contient une histoire de 32 pages montrant le retour des Bone à Boneville après la fin de la série principale.

## Éditeurs
- Delcourt (Collection Contrebande) : Tomes 1 à 11 (première édition des tomes 1 à 11).

- Presses Aventure (Montréal, Québec) - Tome 1 à 9[5]

## Personnages
Les Bones sont des petits personnages à gros nez dessinés dans un style typique de la bande dessinée d'humour. Ils sont au nombre de trois :
- Fone Bone : Personnage principal de la série. Courageux, malin et honnête, il est le seul des Bone à ne porter aucun vêtement ou autre signe distinctif. Il lit souvent Moby Dick, et est amoureux en secret de Thorn.
- Phoncible P. Bone alias Phoney Bone : Ex-politicien de Boneville, indécrottable escroc, il est néanmoins reconnu pour être excellent cuisinier. Il est dévoré par une cupidité sans bornes qui le pousse toujours à imaginer les combines les plus tordues pour tirer un avantage pécuniaire de toutes les situations qui se présentent. Il y parvient d'ailleurs souvent tant il est retors, dépourvu de tout scrupule et machiavéliquement doué pour la manipulation des esprits faibles. Mais il est tout aussi doué pour s'attirer des ennemis et ses plans compromettent souvent la sécurité de ceux qui l'entourent. Il porte une étoile sur la poitrine, ce qui permet aux Rats-Garous de le distinguer des autres. C'est le plus âgé des trois cousins, et il a élevé les deux autres lorsqu'ils étaient des orphelins pauvres. Pour une raison peu claire, il est recherché par le Sans-Visage et les Rats-Garous. En dépit de son égoïsme, Phoney est très protecteur vis-à-vis de ses cousins, n'hésitant pas à violemment faire face au Sans-Visage lorsque ce dernier menace de tuer Fone Bone.
- Smiley Bone : Toujours heureux, joue de la musique, fume le cigare et suit aveuglément ses cousins. C'est le plus grand des cousins Bone (en taille), et indiscutablement le moins sérieux. Il passe son temps à "aider" les gens, bien que Lucius trouve surtout qu'il les "torture".

Les humains, eux, sont représentés de façon conventionnelle. Les principaux personnages humains sont :
- Thorn Harvestar, jeune fille au passé mystérieux (son nom signifie épine en anglais).
- Rose Harvestar, la grand-mère de Thorn, élève des vaches dans une ferme. Elle est incroyablement forte et rapide malgré son âge, capable de dépasser les vaches à la course et de combattre à elle seule une armée de Rats-Garous.
- Lucius Down, le tavernier du village proche de la ferme de Rose. Plutôt colérique et sans doute aussi fort que cette dernière, il a retenu Phoney et Smiley comme travailleurs à sa taverne pour rembourser leurs dettes. Néanmoins, il a bon fond. Il aurait un faible pour Rose.

Autres personnages :
- Le Grand Dragon Rouge, qui apparaît lorsque Fone Bone a besoin d'aide. Placide la plupart du temps et fumant le cigare, il inspire une terreur considérable aux Rats-Garous, qui s'enfuient en général à sa vue sans même qu'il ait à les combattre.
- Les Rats-Garous, monstres avides et stupides. Bien qu'ils soient des millions, la série se centre en général sur deux d'entre eux, l'un mangeur de quiche et l'autre de ragout, qui cherchent obstinément à dévorer Fone Bone. Leur chef, Kingdok, recherche Phoney Bone pour le livrer au Sans-Visage.
- Bartleby, bébé rat-garou adopté par Smiley Bone (nommé d'après le personnage d'Herman Melville)
- Briar : sœur de Rose Harvestar, personnage mystérieux et encagoulé, contrôlant Kingdok et les Rats-Garous. Cherche à capturer Phoney Bone, avec qui il prétend avoir jadis fait un pacte.

## Prix et récompenses
- 1993 : Prix Eisner de la meilleure publication humoristique
- 1994 : Prix Eisner de la meilleure série et de la meilleure publication humoristique
- 1995 : Prix Eisner de la meilleure série et de la meilleure publication humoristique
- 1996 :  Prix du meilleur album étranger du Festival International de la Bande Dessinée d'Angoulême[6]
- 1997 :  Prix Urhunden du meilleur album étranger pour La Grande Course
- 2005 : Prix Eisner du meilleur recueil pour Bone One Volume Edition
- 2006 :  Prix Micheluzzi de la meilleure série étrangère
- 2007 :  Prix Micheluzzi de la meilleure série étrangère

## Jeux vidéo
Les deux premiers tomes ont fait l'objet d'une adaptation en jeu vidéo développée par Telltale Games : Bone : La Forêt sans retour et Bone : La Grande Course.